# Кафассе
Кафассе (итал. Cafasse) — коммуна в Италии, располагается в регионе Пьемонт, в провинции Турин.
Население составляет 3516 человек (2008 г.), плотность населения составляет 391 чел./км². Занимает площадь 9 км². Почтовый индекс — 10070. Телефонный код — 0123.
Покровителем коммуны почитается святой Грат Аостский, празднование 7 сентября.

## Демография
Динамика населения:

## Администрация коммуны
- Официальный сайт: http://www.comune.cafasse.to.it